# E3 Harelbeke 1982
De E3 Harelbeke 1982 is de 25e editie van de wielerklassieker E3 Harelbeke en werd verreden op 27 maart 1982. Jan Bogaert kwam na 223 kilometer als winnaar over de streep.

## Uitslag
| Plaats  | Naam               | Ploeg                 | Tijd     |
| ------- | ------------------ | --------------------- | -------- |
| Winnaar | Jan Bogaert        | Europ Decor           | 5u45’00” |
| 2       | Roger De Vlaeminck | DAF Trucks-TeVe Blad  | z.t.     |
| 3       | Daniel Willems     | Boule d’Or-Sunair     | z.t.     |
| 4       | Werner Devos       | Boule d’Or-Sunair     | z.t.     |
| 5       | Jan Raas           | TI-Raleigh-Campagnolo | z.t.     |
| 6       | Rudy Pevenage      | Capri Sonne           | z.t.     |
| 7       | Eddy Planckaert    | Splendor-Wickes       | z.t.     |
| 8       | Herman Crabbé      | Europ Decor           | z.t.     |
| 9       | Dirk Heirweg       | Van De Ven            | z.t.     |
| 10      | Jos Jacobs         | Vermeer Thijs         | z.t.     |